# Kotkatsaari (ö i Södra Savolax, S:t Michel, lat 61,84, long 26,73)
Kotkatsaari är en ö i Finland. Den ligger i sjön Puula och i kommunen Kangasniemi i den ekonomiska regionen  S:t Michel och landskapet Södra Savolax, i den södra delen av landet, 210 km nordost om huvudstaden Helsingfors. Öns area är 32,6 hektar och dess största längd är 1,2 kilometer i nord-sydlig riktning.